# Caroline Stanley
Caroline Stanley (* 16. März 1993) ist eine ehemalige US-amerikanische Fußballtorhüterin.

## Karriere
Während ihres Studiums an der University of Missouri und der University of Southern California spielte Stanley von 2011 bis 2014 für die dortigen Hochschulmannschaften der Missouri Tigers und USC Trojans. Im Jahr 2012 lief sie parallel dazu für den W-League-Teilnehmer Los Angeles Strikers auf, mit dem sie die Play-offs als Tabellenvorletzter klar verpasste.
Im Lauf der Saison 2015 der National Women’s Soccer League stieß Stanley zum Kader des Seattle Reign FC und nahm dort den Platz der dritten Torhüterin hinter Hope Solo und Haley Kopmeyer ein. Ihren einzigen Einsatz für Seattle in der NWSL hatte sie am 1. August 2015 bei einem 2:1-Auswärtssieg gegen die Boston Breakers, nach der Saison wurde sie von ihrer Franchise freigestellt. Vor der Saison 2016 schloss Stanley sich dem Sky Blue FC an und ersetzte dort gemeinsam mit Draft-Pick Caroline Casey die nach Japan gewechselte bisherige Stammtorhüterin Brittany Cameron. Kurz vor Saisonbeginn 2017 wurde Stanley vom Sky Blue FC freigestellt und absolvierte in der Folge ein Ligaspiel für die Orlando Pride als Einwechselspielerin für die verletzte Stammtorhüterin Ashlyn Harris. Nach Harris Rückkehr in den Kader wurde Stanleys Vertrag auch in Orlando aufgelöst und sie wechselte nach wenigen Wochen weiter zu den North Carolina Courage. Nach der Saison 2017 beendete sie ihre Karriere.